# Bill Hunter
William John „Bill“ Hunter (* 27. Februar 1940 in Ballarat, Victoria; † 21. Mai 2011 in Melbourne) war ein australischer Schauspieler.

## Leben

### Karriere
Bill Hunter begann seine Karriere als Film- und Theaterschauspieler bereits im Alter von 17 Jahren. Seine Auftritte im australischen Fernsehen ab Anfang der 1960er Jahre machten den Charakterschauspieler populär. Seine Filmografie weist eine Vielzahl von Fernsehfilmen und Fernsehserien auf, in denen er mitwirkte. Im deutschsprachigen Raum wurde Hunter bekannt durch seine Auftritte 1992 in dem Tanzfilm Strictly Ballroom – Die gegen alle Regeln tanzen und 1994 in den Komödien Muriels Hochzeit und Priscilla – Königin der Wüste. 2003 lieh er in der englischsprachigen Originalfassung des erfolgreichen Animationsfilmes Findet Nemo dem Zahnarzt seine Stimme.
In seiner Heimat Australien ist Hunter eine Schauspielerlegende, da er in den über vier Jahrzehnten seiner Karriere mit jedem namhaften australischen Regisseur zusammenarbeitete. Der Künstler Jason Benjamin gewann 2005 mit einem Porträt von Hunter den Archibald Prize in der Kategorie „Packing Room Prize“.

### Privates
Hunter war von 1993 bis zu seiner Scheidung 1999 mit der Schauspielerin Rhonda Roberts verheiratet. Er starb im Alter von 71 Jahren in einem Hospiz in Melbourne an den Folgen einer Krebserkrankung.

## Filmografie (Auswahl)

### Filme
- 1957: Kostbare Bürde (The Shiralee)
- 1970: Kelly, der Bandit (Ned Kelly)
- 1975: Der Mann von Hongkong (The Man from Hong Kong)
- 1976: Mad Dog (Mad Dog Morgan)
- 1978: Newsfront
- 1981: Gallipoli
- 1982: In der Hitze des Zorns (Heatwave)
- 1983: Return of Captain Invincible oder Wer fürchtet sich vor Amerika? (The Return of Captain Invincible)
- 1984: Die Profikiller (The Hit)
- 1985: Rebel – Ein Mann gegen eine Armee (Rebel)
- 1988: Fever Kill (Fever)
- 1988: Rikky und Pete (Rikky and Pete)
- 1990: Call Me Mr. Brown
- 1991: Deadly – Stärker als der Haß (Deadly)
- 1992: Wege der Liebe (The Last Days of Chez Nous)
- 1992: Strictly Ballroom – Die gegen alle Regeln tanzen (Strictly Ballroom)
- 1993: Doppeltes Spiel (The Custodian)
- 1993: Broken Highway
- 1994: Priscilla – Königin der Wüste (The Adventures Of Priscilla, Queen Of The Desert)
- 1994: Muriels Hochzeit (Muriel’s Wedding)
- 1995: Everynight...Everynight
- 1996: Race the Sun – Im Wettlauf mit der Zeit (Race the Sun)
- 2000: USS Charleston – Die letzte Hoffnung der Menschheit (On the Beach, Fernsehfilm)
- 2002: Crackerjack
- 2003: Kangaroo Jack
- 2003: Findet Nemo (Finding Nemo, Stimme)
- 2003: Mit vollem Einsatz! (Bad Eggs)
- 2006: One Last Shoot
- 2008: Australia
- 2008: The Square – Ein tödlicher Plan (The Square)
- 2010: The Wedding Party – Was ist schon Liebe? (The Wedding Party)
- 2010: Die Legende der Wächter (Legend of the Guardians: The Owls of Ga’Hoole, Stimme)
- 2011: Red Dog
- 2011: The Cup

### Fernsehserien
- 1966: Doctor Who (2 Folgen)
- 1967–1975: Morddezernat Melbourne (Homicide, 13 Folgen)
- 1968: Skippy, das Buschkänguruh (Skippy, Folge 1x30)
- 1969: S.O.S. – Charterboot (Riptide, 2 Folgen)
- 1969–1975: Division 4 (9 Folgen)
- 1971–1973: Spyface (27 Folgen)
- 1971–1976: Matlock Police (11 Folgen)
- 1976: Das neue Land (Luke’s Kingdom, Miniserie)
- 1979: Das Gold der Wüste (Golden Soak, Miniserie)
- 1979: Prisoner (6 Folgen)
- 1984: Blut für die Freiheit (Eureka Stockade, Miniserie)
- 1985: Die fliegenden Ärzte (The Flying Doctors, Miniserie)
- 1990: Yellowthread Street (Folge 1x06)
- 1991, 1992: Police Rescue – Gefährlicher Einsatz (Police Rescue, 2 Folgen)
- 1993: Der Aufpasser (Minder, 2 Folgen)
- 1995: Space 2063 (Space: Above and Beyond, Folge 1x01)
- 1998: Moby Dick (Miniserie)
- 1999: All Saints (2 Folgen)
- 2001: Water Rats – Die Hafencops (Water Rats, Folge 6x06)
- 2010: The Pacific (Miniserie)
- 2013: Die on Your Feet (Folge 1x06, posthum)

## Auszeichnungen und Nominierungen
- 1977: AFI Award: Nominierung als Bester Nebendarsteller in Mad Dog
- 1978: AFI Award: Auszeichnung als Bester Hauptdarsteller in Newsfront
- 1981: AFI Award: Auszeichnung als Bester Nebendarsteller in Gallipoli
- 1989: AFI Award: Auszeichnung als Bester Darsteller in einem Fernsehfilm in Police State
- 1992: AFI Award: Nominierung als Bester Nebendarsteller in Last Days of Chez Nous
- 1994: AFI Award: Nominierung als Bester Nebendarsteller in Muriels Hochzeit
- 2004: Film Critics Circle of Australia Awards: Nominierung als „Bester männlicher Nebendarsteller“ in Tom White